# Hartwich Leberecht von Naumeister

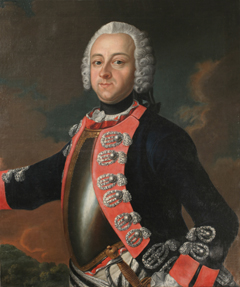
Hartwich Leberecht von Naumeister (1707–1760)

Hartwich Leberecht von Naumeister (* 1707 auf Gut Großen-Salza; † 12. Januar 1760 in Schweidnitz) war preußischer Oberstleutnant und Chef des Grenadier-Bataillons Naumeister.

## Leben

### Herkunft
Seine Eltern waren der Kammerjunker Johann Erdmann (Erhard) von Naumeister und Magdalena Sophia von Lattorff (* 1682), Tochter von Hans Wilhelm  von Lattorff. Der preußische Generalmajor Johann Siegismund von Lattorff war der jüngere Stiefbruder seiner Mutter.

### Werdegang
Er kam im Jahr 1725 in das Infanterie-Regiment „Gersdorf“ (Nr. 18), wurde dort 1730 Fähnrich, 1740 Premier-Lieutenant und kämpfte in beiden Schlesischen Kriegen.
Im Jahr 1750 wurde er Hauptmann, im Siebenjährigen Krieg kam er als Major in das aus bei Pirna gefangenen Sachsen gebildete Infanterie-Regiments „Oldenburg“ (S 52), dazu erhielt er den Charakter eines Oberstleutnants. Aber das Regiment lief auseinander, die restlichen Soldaten wurden auf andere Regimenter verteilt. Naumeister erhielt 1758 ein Grenadier-Bataillon, das aus den Grenadier-Kompanien der Infanterie-Regimenter „Schwerin“ (Nr. 24) und „Prinz Ferdinand“ (Nr. 34) zusammengesetzt wurde. Er starb aber bereits am 12. Januar 1760 in Schweidnitz. Das Grenadier-Bataillon wurde von Karl Franz von Sobeck übernommen.

### Familie
Er war verheiratet mit Wilhelmine Sophie von Schöning († 1785). Sie war eine Tochter des Kriegsrates Hans Ernst von Schöning (1684–1752). Kinder sind nicht bekannt.